# Ne nužna
Ne nužna (in russo Не нужна?) è un singolo della cantante ucraina Loboda, pubblicato il 20 ottobre 2014 come primo estratto dal terzo album in studio H2LO.

## Video musicale
Il video musicale, reso disponibile il 7 marzo 2015, è stato diretto da Natella Krapivina. Le riprese si sono svolte in Portogallo.

## Tracce
Testi e musiche di Rita Dakota e Loboda.
Download digitale
1. Ne nužna – 3:29

Download digitale
1. Ne nužna (DJ M.E.G. & N.E.R.A.K. Remix) – 3:16

## Classifiche

### Classifiche settimanali
| Classifica (2015) | Posizione massima |
| ----------------- | ----------------- |
| Ucraina           | 3                 |

### Classifiche di fine anno
| Classifica (2014) | Posizione |
| ----------------- | --------- |
| Ucraina           | 164       |
| Classifica (2015) | Posizione |
| Ucraina           | 61        |